# Owen Beck
Owen Beck (Flint, 9 de agosto de 2002) es un futbolista británico que juega en la demarcación de defensa para el Derby County F. C. de la EFL Championship.

## Trayectoria
Tras formarse en las categorías inferiores del Flint Town United F. C., Tranmere Rovers F. C. y Stoke City F. C., se marchó a la disciplina del Liverpool. Finalmente el 27 de octubre de 2021 debutó con el primer equipo en un partido de la Copa de la Liga contra el Preston North End F. C. que finalizó con un resultado de 0-2 a favor del Liverpool tras los goles de Takumi Minamino y Divock Origi.
El 11 de julio de 2022 fue cedido al F. C. Famalicão portugués por una temporada. Sin embargo, el 31 de agosto se canceló la cesión para irse al Bolton Wanderers F. C. Con este equipo disputó nueve encuentros antes de regresar a Liverpool en el mes de enero. En julio acumuló un nuevo préstamo en el Dundee F. C. y, como la temporada anterior, volvió otra vez a Liverpool a inicios de año. Durante ese mes de enero jugó un partido ante el AFC Bournemouth y terminó marchándose de nuevo a Dundee para lo que restaba de campaña. Las siguientes fueron el Blackburn Rovers F. C. y el Derby County F. C. quienes consiguieron su cesión.

## Clubes
| Club                            | País       | Año       | Partidos | Goles |
| ------------------------------- | ---------- | --------- | -------- | ----- |
| Liverpool F. C.                 | Inglaterra | 2021-2022 | 2        | 0     |
| F. C. Famalicão (cedido)        | Portugal   | 2022      | 0        | 0     |
| Bolton Wanderers F. C. (cedido) | Inglaterra | 2022-2023 | 9        | 0     |
| Dundee F. C. (cedido)           | Escocia    | 2023      | 20       | 2     |
| Liverpool F. C.                 | Inglaterra | 2024      | 1        | 0     |
| Dundee F. C. (cedido)           | Escocia    | 2024      | 8        | 0     |
| Blackburn Rovers F. C. (cedido) | Inglaterra | 2024-2025 | 25       | 1     |
| Derby County F. C. (cedido)     | Inglaterra | 2025-     |          |       |